# Prélature territoriale de Bocas del Toro
La prélature territoriale de Bocas del Toro (en latin : Praelatura Territorialis Buccae Taurinae ; en espagnol : Prelatura territorial de Bocas del Toro) est une prélature territoriale de l'Église catholique du Panama, suffragant de l'archidiocèse de Panama.

## Territoire
Il est situé dans la province de Bocas del Toro ainsi que dans la comarque indigène de Ngöbe-Buglé. Il possède un territoire d'une superficie de 8 115 km2 divisé en 7 paroisses. Le siège est à Bocas del Toro où se trouve la cathédrale de Notre-Dame du Carmel.

## Historique
La prélature territoriale est érigée le 17 octobre 1962 par la constitution apostolique Novae Ecclesiae du pape Jean XXIII en prenant sur le territoire du diocèse de David.

## Évêques
- Martín Legarra Tellechea, O.A.R (1963-1969) nommé évêque de Santiago de Veraguas
- José Agustín Ganuza García, O.A.R (1970-2008)
- Aníbal Saldaña Santamaría, O.A.R (2008- )